# Igreja de Santa Catarina (Lisboa)
A Igreja de Santa Catarina, também referida como Igreja do Convento dos Paulistas, Igreja Paroquial de Santa Catarina e Igreja de Santa Catarina do Monte Sinai, foi construída no século XVII, localizando-se na Calçada do Combro, freguesia da Misericórdia, em Lisboa,
No dia 1 de novembro de 1755, o grande terramoto e o subsequente incêndio que vitimou a cidade de Lisboa, destruíram boa parte do edificado. A Igreja foi reconstruída tendo as obras sido concluidas em 1763. A Igreja do Convento dos Paulistas passa a ser paroquial, sob o orago de Santa Catarina, em 1835.
O órgão inaugurado no início do século XVIII que resistiu ao grande terramoto de 1755 foi recuperado em 2018 por Dinarte Machado.
A Igreja de Santa Catarina está classificada como Monumento Nacional desde 1918.

## Galeria

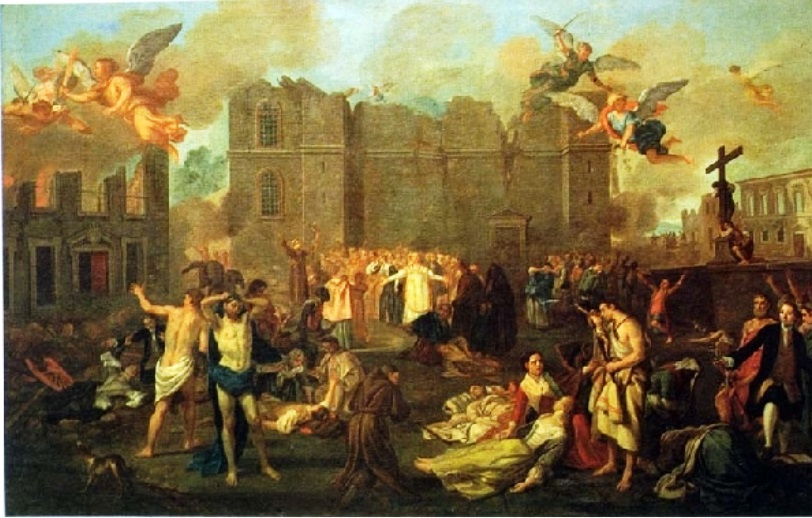
A praça de Santa Catarìna em Lisboa, 1755.
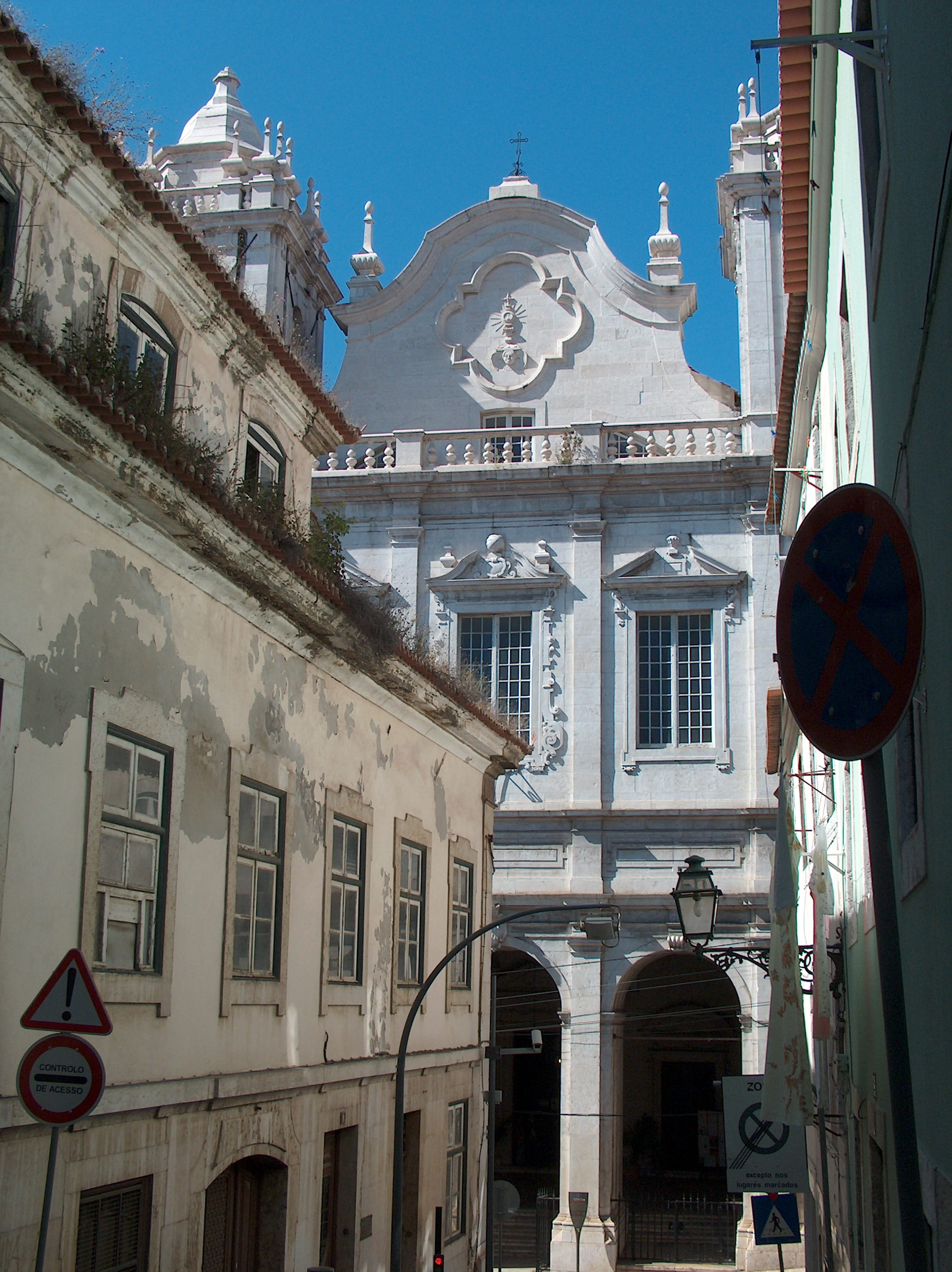
A Igreja do Convento dos Paulistas passa a ser paroquial, sob o orago de Santa Catarina, em 1835.